# Ali III Bey
Pour les articles homonymes, voir Ali Bey.
Ali III, nom francisé de Ali ben Hussein Bey (arabe : أبو الحسن علي باشا باي بن الحسين), né le 14 août 1817 à La Marsa et décédé le 11 juin 1902 à La Marsa, est bey de Tunis de la dynastie des Husseinites de 1882 à sa mort.

## Biographie
Investi comme prince héritier le 23 août 1863, son frère Sadok Bey le nomme général de division, de par sa fonction, et le place à la tête de la colonne armée qui parcourt l'arrière-pays tunisien, la mhalla, pour réaffirmer le pouvoir beylical dans les régions reculées, rendre la justice au nom du souverain et percevoir les impôts des tribus. Bon cavalier, Ali Bey se charge personnellement de cette tâche avec assiduité deux fois par an, l'été au nord du pays, à Béja puis Le Kef, l'hiver au sud, à Kairouan et jusqu'aux oasis du Sahara tunisien. Il parvient à gagner le respect des chefs de tribus. Durant la révolte de la mejba, en 1864, devant l'inefficacité de son frère qui se réfugie au Bardo, Ali Bey mate la révolte des tribus séditieuses aux côtés des généraux Ahmed Zarrouk, Rustum et Osman.
Au lendemain de l'invasion de la Tunisie et de la signature du traité du Bardo en 1881, il succède à son frère, Sadok Bey, le 28 octobre 1882 et devient maréchal de l'armée ottomane à titre honorifique, la Tunisie étant toujours nominalement une province ottomane.
Son premier acte en tant que souverain est d'accepter la démission du vieux mamelouk de son père, le ministre Mohammed Khaznadar, et de nommer à sa place, pour la première fois dans l'histoire du pays, un grand vizir autochtone, Mohammed Aziz Bouattour.
Il signe le 8 juin 1883, aux côtés de Cambon, les conventions de La Marsa dans lesquelles il renonce officiellement à ses pouvoirs tout en conservant son autorité nominale, le pays étant encore occupé par le corps expéditionnaire du général Forgemol. Toutes les administrations du pays, en plus de l'armée, de la police et des affaires étrangères, passent aux mains de la puissance coloniale.
Le 5 avril 1885, à la suite d'une manifestation nationaliste, il reçoit dans son palais de La Marsa la délégation des notables des souks et des anciennes autorités de la ville de Tunis. Ils réclament la révision du nouveau code municipal et l'annulation des premières mesures du protectorat français. Plus populaire que son frère Sadok, l'émotion du vieux souverain est à la hauteur de son impuissance ; il répond aux manifestants : « Vous venez pleurer dans la maison des larmes ». La répression s'abat sur les leaders de la manifestation sans que le bey ne puisse intervenir.
Il finit sa vie de plus en plus retiré des affaires de l'État. Enterré au mausolée du Tourbet El Bey, situé dans la médina de Tunis, c'est son fils Hédi Bey qui lui succède.